# Coppa delle Nazioni 2005 (hockey su pista)
La Coppa delle Nazioni 2005 è stata la 61ª edizione dell'omonima competizione di hockey su pista. Il torneo, organizzato dal Montreux Hockey Club, ha avuto luogo tra il 25 e il 28 marzo 2005.
Il trofeo è stato conquistato dalla Spagna per la quindicesima volta nella sua storia.

## Prima fase

### Girone A
| Squadra    | Pt | G | V | N | P | GF | GS | DG  |
| ---------- | -- | - | - | - | - | -- | -- | --- |
| Spagna     | 6  | 3 | 3 | 0 | 0 | 19 | 2  | +17 |
| Portogallo | 4  | 3 | 2 | 0 | 1 | 15 | 5  | +10 |
| Germania   | 1  | 3 | 0 | 1 | 2 | 1  | 7  | -6  |
| Montreux   | 1  | 3 | 0 | 1 | 2 | 3  | 24 | -21 |

| Montreux 25 marzo 2005 | Montreux | 0 – 0 | Germania | Salle du Pierrier |

| Montreux 25 marzo 2005 | Montreux | 1 – 13 | Spagna | Salle du Pierrier |

| Montreux 25 marzo 2005 | Portogallo | 4 – 0 | Germania | Salle du Pierrier |

| Montreux 26 marzo 2005 | Spagna | 3 – 1 | Germania | Salle du Pierrier |

| Montreux 26 marzo 2005 | Montreux | 2 – 11 | Portogallo | Salle du Pierrier |

| Montreux 26 marzo 2005 | Spagna | 3 – 0 | Portogallo | Salle du Pierrier |

### Girone B
| Squadra         | Pt | G | V | N | P | GF | GS | DG  |
| --------------- | -- | - | - | - | - | -- | -- | --- |
| Prato Primavera | 6  | 3 | 3 | 0 | 0 | 14 | 4  | +10 |
| Svizzera        | 4  | 3 | 2 | 0 | 1 | 8  | 10 | -2  |
| Francia         | 2  | 3 | 1 | 0 | 2 | 8  | 5  | +3  |
| Stati Uniti     | 0  | 3 | 0 | 0 | 3 | 6  | 17 | -11 |

| Montreux 25 marzo 2005 | Svizzera | 5 – 4 | Stati Uniti | Salle du Pierrier |

| Montreux 25 marzo 2005 | Prato Primavera | 2 – 1 | Francia | Salle du Pierrier |

| Montreux 25 marzo 2005 | Prato Primavera | 4 – 0 | Svizzera | Salle du Pierrier |

| Montreux 26 marzo 2005 | Francia | 5 – 0 | Stati Uniti | Salle du Pierrier |

| Montreux 26 marzo 2005 | Prato Primavera | 8 – 2 | Stati Uniti | Salle du Pierrier |

| Montreux 26 marzo 2005 | Svizzera | 3 – 2 | Francia | Salle du Pierrier |

## Fase finale

### Tabellone 1º - 4º posto
|  | Semifinali      | Semifinali      | Semifinali |            |        | Finale 1º posto | Finale 1º posto | Finale 1º posto |  |
|  |                 |                 |            |            |        |                 |                 |                 |  |
|  | Spagna          | Spagna          | 2          |            |        |                 |                 |                 |  |
|  | Spagna          | Spagna          | 2          |            |        |                 |                 |                 |  |
|  | Svizzera        | Svizzera        | 0          |            |        |                 |                 |                 |  |
|  | Svizzera        | Svizzera        | 0          |            | Spagna | Spagna          | 0 (2)           |                 |  |
|  |                 |                 |            |            | Spagna | Spagna          | 0 (2)           |                 |  |
|  |                 |                 | Portogallo | Portogallo | 0 (1)  |                 |                 |                 |  |
|  | Prato Primavera | Prato Primavera | Portogallo | Portogallo | 0 (1)  | 2               |                 |                 |  |
|  | Prato Primavera | Prato Primavera |            |            |        | 2               |                 |                 |  |
|  | Portogallo      | Portogallo      | 3          |            |        | Finale 3º posto | Finale 3º posto | Finale 3º posto |  |
|  | Portogallo      | Portogallo      | 3          |            |        |                 |                 |                 |  |
|  |                 |                 |            |            |        |                 |                 |                 |  |
|  |                 |                 |            |            |        | Svizzera        | Svizzera        | 1 (1)           |  |
|  |                 |                 |            |            |        | Svizzera        | Svizzera        | 1 (1)           |  |
|  |                 |                 |            |            |        | Prato Primavera | Prato Primavera | 1 (3)           |  |

### Tabellone 5º - 8º posto
|  | Semifinali  | Semifinali  | Semifinali |         |          | Finale 5º posto | Finale 5º posto | Finale 5º posto |  |
|  |             |             |            |         |          |                 |                 |                 |  |
|  | Germania    | Germania    | 4          |         |          |                 |                 |                 |  |
|  | Germania    | Germania    | 4          |         |          |                 |                 |                 |  |
|  | Stati Uniti | Stati Uniti | 1          |         |          |                 |                 |                 |  |
|  | Stati Uniti | Stati Uniti | 1          |         | Germania | Germania        | 3               |                 |  |
|  |             |             |            |         | Germania | Germania        | 3               |                 |  |
|  |             |             | Francia    | Francia | 2        |                 |                 |                 |  |
|  | Francia     | Francia     | Francia    | Francia | 2        | 3               |                 |                 |  |
|  | Francia     | Francia     |            |         |          | 3               |                 |                 |  |
|  | Montreux    | Montreux    | 2          |         |          | Finale 7º posto | Finale 7º posto | Finale 7º posto |  |
|  | Montreux    | Montreux    | 2          |         |          |                 |                 |                 |  |
|  |             |             |            |         |          |                 |                 |                 |  |
|  |             |             |            |         |          | Stati Uniti     | Stati Uniti     | 1               |  |
|  |             |             |            |         |          | Stati Uniti     | Stati Uniti     | 1               |  |
|  |             |             |            |         |          | Montreux        | Montreux        | 4               |  |

## Classifica finale
| Pos | Squadre         |
| --- | --------------- |
| 1°  | Spagna          |
| 2°  | Portogallo      |
| 3°  | Prato Primavera |
| 4°  | Svizzera        |
| 5°  | Germania        |
| 6°  | Francia         |
| 7°  | Montreux        |
| 8°  | Stati Uniti     |